# Мусліма Оділова
Мусліма Улугбек кізі Оділова (узб. Muslima Ulugʻbek qizi Odilova; нар. 20 червня 1998, Андижан, Андижанська область, Узбекистан) — узбецька спортсменка, плавець-паралімпієць, член національної збірної Узбекистану. Срібна призерка літніх Паралімпійських ігор 2016 року, учасниця літніх Паралімпійських ігор 2020 року, бронзовапризерка Паралімпійських ігор 2024 року.

## Біографія
Мусліма Оділова народилася 20 червня 1998 року в Андижанській області. Закінчила Андижанський державний університет.

## Спортивна кар'єра
У вісім років Мусліма почала плавати в Андижані.
У 2016 році завоювала дві срібні медалі на дистанціях 100 м батерфляєм S13 і 50 м на спині на літніх Паралімпійських іграх у Ріо-де-Жанейро, Бразилія. Того ж року Указом Президента Республіки Узбекистан Шавката Мірзійоєва Муслімі присвоєно звання «Заслужений спортсмен Республіки Узбекистан».
У 2021 році на літніх Паралімпійських іграх, що проходили в Токіо (Японія), посіла четверте місце в третьому запливі на 100 метрів батерфляєм.